# Nancy Kopell
Nancy Jane Kopell (Nova Iorque, 8 de novembro de 1942) é uma matemática estadunidense. É Distinguished Professor da Universidade de Boston, diretora do Cognitive Rhythms Collaborative, e co-diretor do Center for Computational Neuroscience and Neural Technology (CompNet).

## Prêmios e associações
- 1975 Sloan Fellowship[5]
- 1984 Bolsa Guggenheim[6]
- 1990 MacArthur Fellows Program[7]
- 1996 Academia Nacional de Ciências dos Estados Unidos[8]
- 1996 Academia de Artes e Ciências dos Estados Unidos[9]
- 1999 Gibbs Lecture (American Mathematical Society)[10]
- 2006 Prêmio Memorial Weldon (Oxford)[11]
- 2007 John von Neumann Lecture (Society for Industrial and Applied Mathematics)[12]
- 2011 Membro honorário da London Mathematical Society[13]